# Eleanor Rosch
Eleanor Rosch (antigament coneguda com a Eleanor Rosch Heider; nascuda el 9 de juliol de 1938) és una psicòloga estatunidenca. És professora de psicologia a la Universitat de Califòrnia a Berkeley, especialitzada en psicologia cognitiva i coneguda principalment pel seu treball sobre la categorització, en particular la seva teoria de prototips, que ha influït profundament en el camp de la psicologia cognitiva.
Al llarg del seu treball, Rosch ha dut a terme una àmplia recerca centrada en diversos temes, com ara la categorització semàntica, la representació mental de conceptes i la lingüística. Els seus interessos de recerca inclouen la cognició, els conceptes, la causalitat, el pensament, la memòria i la psicologia intercultural i oriental i religiosa. El seu treball més recent en psicologia de la religió ha intentat mostrar les implicacions del budisme i els aspectes contemplatius de les religions occidentals per a la psicologia moderna.